# Здравац
Здравац или питоми здравац (лат. Geranium macrorrhizum) је биљка из породице здраваца (Geraniaceae). Природни ареал здравца су југоисточни Алпи и Балкан.

## Опис биљке
Зељаста, вишегодишња биљка усправног стабла високог до 40 cm. Листови су на дугачким дршкама и са лискама издељеним на крупне режњеве. Цветови јасно уочљиви са црвеним до тамноцрвеним круничним и шиљатим, јајастог облика чашичним листићима. Ризом је добро развијен, крупан (macros= крупан) дужине 10-15 цм, са љуспастим залисцима и косо постављен.

## Хемијски састав дроге
Ризом (Geranii macrorrhizi) и надземни део (G. herba) биљке су најчешће у употреби као дрога. 
Ризом садржи:
- највише танина (и до 20%),
- флавоноиде,
- пектине, гуме,
- етарско уље итд.

Етарско уље се приликом сушења биљке брзо губи па је зато најбоље употребљавати свежу биљку. Има специфичан, јак и пријатан мирис који подсећа на неку мешавину руже и мускатне жалфије. Због тога се етарско уље све чешће користи у козметици. Гаји се као украсна биљка у вртовима и баштама.

## Лековито дејство и употреба
Здравац се пре свега користи у народној медицини то за смиривање упале коже и слузокоже управо захваљујући присуству високог садржаја танина. Помаже код несанице тако што успорава активности и продужава сам сан. Као благо умирујуће средство делује на нервни систем и смирује нервозу срца.